# Timaná
Timaná là một khu tự quản thuộc tỉnh Huila, Colombia. Thủ phủ của khu tự quản Timaná đóng tại Timaná Khu tự quản Timaná có diện tích 198 ki lô mét vuông. Đến thời điểm ngày 28 tháng 5 năm 2005, khu tự quản Timaná có dân số 19609 người.